# Ratfor

RATFOR (abreviación de RATional FORtran, o Fortran Racional) es un lenguaje de programación implementado como un preprocesador para Fortran 66. Proveía al programador de estructuras de datos modernas (no presentes en Fortran 66) para reemplazar sentencias GOTO y declaración de números.
Ratfor fue descrito por primera vez en el libro "Software Tools" (Kernighan y Plauger, 1976), y fue implementado también esos años cuando los autores se encontraban trabajando en los Laboratorios Bell de Teléfonos.
Ratfor implementada las siguientes sentencias de manejo de flujo entre otras, según los autores "descaradamente robadas del lenguaje C creado para Unix por Dennis Ritchie" ("Software Tools", p. 318):
- Encerrado de bloques con paréntesis de llave.
- Sentencias de control if, else, for, while, do y repeat-until.
- Sentencias "free-form", por ejemplo, no regidas estrictamente por líneas de código.
- Reemplazo de.GT,.GE, etc, por símbolos <, >, etc.
- break, next y return.

Ratfor está en sí mismo escrito en Ratfor, y como su propia traducción a Fortran está disponible al público, puede ser portado a casi cualquier sistema Fortran.